# Macy
Macy — метеорит-хондрит масою 42000 грам.